# Вестра-Йоталанд

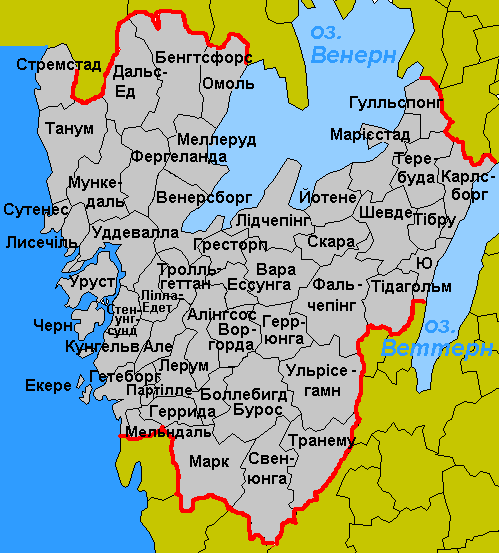
Комуни лену Вестра Йоталанд

Вестра-Йоталанд або Західний Геталанд (швед. Västra Götalands län) — лен, розташований у західній частині Швеції, біля протоки Скагеррак у ландскапах (провінціях) Вестерйотланд, Богуслен, Дальсланд. Вестра-Йоталанд не слід плутати з ландскапом Вестерйотланд, оскільки межі лену та ландскапу не збігаються.
Лен межує з ленами Вермланд, Єнчепінг, Еребру, Естерйотланд та Галланд.
У лені Вестра-Йоталанд проживає понад 1,5 млн мешканців, що становить 17 % усього населення Швеції.
Центральне місто — Гетеборг, друге за розміром місто Швеції.

## Історія
Лен утворено з 1 січня 1998 року після об'єднання колишніх ленів Ґетеборґ і Богус, Ельвсборґ та більшої частини лену Скараборґ (без комун Мулльше і Габу, які відійшли до лену Єнчепінг).

## Острови
До складу Вестра-Йоталанду входять три з шести найбільших островів Швеції:
- Уруст (3-й за розміром)
- Гісінген (4-й)
- Черн (6-й)

## Адміністративний поділ
Адміністративно лен Вестра-Йоталанд поділяється на 49 комун:
| 1. Комуна Але (Ale kommun) 2. Комуна Алінгсос (Alingsås kommun) 3. Комуна Бенгтсфорс (Bengtsfors kommun) 4. Комуна Боллебигд (Bollebygds kommun) 5. Комуна Бурос (Borås kommun) 6. Комуна Вара (Vara kommun) 7. Комуна Венерсборг (Vänersborgs kommun) 8. Комуна Воргорда (Vårgårda kommun) 9. Комуна Геррида (Härryda kommun) 10. Комуна Геррюнга (Herrljunga kommun) 11. Комуна Гетеборг (Göteborgs kommun) 12. Комуна Гресторп (Grästorps kommun) 13. Комуна Гулльспонг (Gullspångs kommun) 14. Комуна Дальс-Ед (Dals-Eds kommun) 15. Комуна Екере (Öckerö kommun) 16. Комуна Ессунга (Essunga kommun) 17. Комуна Йотене (Götene kommun) 18. Комуна Карлсборг (Karlsborgs kommun) 19. Комуна Кунгельв (Kungälvs kommun) 20. Комуна Лерум (Lerums kommun) 21. Комуна Лисечіль (Lysekils kommun) 22. Комуна Лідчепінг (Lidköpings kommun) 23. Комуна Лілла-Едет (Lilla Edets kommun) 24. Комуна Марієстад (Mariestads kommun) 25. Комуна Марк (Marks kommun) | 1. Комуна Меллеруд (Melleruds kommun) 2. Комуна Мельндаль (Mölndals kommun) 3. Комуна Мункедаль (Munkedals kommun) 4. Комуна Омоль (Åmåls kommun) 5. Комуна Партілле (Partille kommun) 6. Комуна Свенюнга (Svenljunga kommun) 7. Комуна Скара (Skara kommun) 8. Комуна Сутенес (Sotenäs kommun) 9. Комуна Стенунгсунд (Stenungsunds kommun) 10. Комуна Стремстад (Strömstads kommun) 11. Комуна Танум (Tanums kommun) 12. Комуна Теребуда (Töreboda kommun) 13. Комуна Тібру (Tibro kommun) 14. Комуна Тідагольм (Tidaholms kommun) 15. Комуна Транему (Tranemo kommun) 16. Комуна Тролльгеттан (Trollhättans kommun) 17. Комуна Уддевалла (Uddevalla kommun) 18. Комуна Ульрісегамн (Ulricehamns kommun) 19. Комуна Уруст (Orusts kommun) 20. Комуна Фальчепінг (Falköpings kommun) 21. Комуна Фергеланда (Färgelanda kommun) 22. Комуна Черн (Tjörns kommun) 23. Комуна Шевде (Skoevde kommun) 24. Комуна Ю (Hjo kommun) |